# Coldwater (Mississippi)
Coldwater is een plaats (town) in de Amerikaanse staat Mississippi, en valt bestuurlijk gezien onder Tate County.

## Demografie
Bij de volkstelling in 2000 werd het aantal inwoners vastgesteld op 1674.
In 2006 is het aantal inwoners door het United States Census Bureau geschat op 1635, een daling van 39 (-2,3%).

## Geografie
Volgens het United States Census Bureau beslaat de plaats een oppervlakte van
6,1 km², geheel bestaande uit land. Coldwater ligt op ongeveer 76 m boven zeeniveau.

## Plaatsen in de nabije omgeving
De onderstaande figuur toont nabijgelegen plaatsen in een straal van 32 km rond Coldwater.

## Geboren
- Big Time Sarah (1953 - 2015), blueszangeres